# Financiamento climático no Brasil

Conferência das Nações Unidas sobre Meio Ambiente e Desenvolvimento, realizada no Rio de Janeiro em 1992, que estabeleceu o Convenção-Quadro das Nações Unidas sobre a Mudança do Clima (UNFCCC, sigla em inglês)

O financiamento climático no Brasil impulsiona a transição para uma economia de baixo carbono, além da adaptação e mitigação das mudanças climáticas. O país recebe recursos de diversas fontes, como internacionais, instituições de desenvolvimento e do setor privado.
O Brasil ocupa grande parte do continente da América do Sul e é considerado um país megadiverso, com espécies espalhadas por seis biomas terrestres e três ecossistemas marinhos. O país enfrenta impactos climáticos crescentes, como secas severas, enchentes e incêndios florestais. Essas mudanças afetam fortemente o agronegócio e a população mais vulnerável, ampliando desafios sociais e econômicos. Emissões de gases de efeito estufa no país provêm majoritariamente do uso da terra (cerca de 44%, pela queima de florestas) e da agropecuária.
Eventos extremos recentes comprovam a exposição brasileira: por exemplo, estudos oficiais registraram que cerca de 295 mil pessoas foram deslocadas por desastres climáticos em 2019. Diante disso, o governo federal tem elevado a pauta ambiental, reconhecendo a sustentabilidade como prioridade de desenvolvimento nacional e buscando integrar metas climáticas na economia. O uso sustentável, portanto, é crítico para gerações futuras do Brasil. O Programa das Nações Unidas para o Meio Ambiente (Pnuma/ONU) monitora a perda da biodiversidade e apoia iniciativas que promovem a conservação ambiental e o uso sustentável de recursos naturais.
Entre os desafios nacionais estão a coordenação das políticas setoriais e financeiras em diferentes níveis de governo. Um estudo recente observa dificuldade em articular ações do novo Plano Clima com outros programas públicos de investimentos, como o Programa de Aceleração do Crescimento (PAC), que seguem visões setoriais desconexas. Por outro lado, o Brasil tem potencial para atrair recursos por ser uma economia emergente biodiversa e rica em energias renováveis.

## Definição
Não existe um consenso definitivo sobre a definição de financiamento climático, mas o termo é amplamente utilizado para designar recursos financeiros mobilizados por atores públicos e privados, em níveis global e local, com o objetivo de apoiar atividades de mitigação e adaptação às mudanças climáticas. Segundo a UNFCCC, o financiamento climático deve ser caracterizado pela natureza das atividades financiadas — em vez de pelos provedores, intermediários ou instrumentos financeiros — focalizando-se em resultados de adaptação e mitigação. A COP (Conferências das Nações Unidas sobre as Mudanças Climáticas) 15 de Copenhagen, em dezembro de 2009, estabeleceu o compromisso político de mobilizar 100 bilhões de dólares anuais até 2020 para ações climáticas em países em desenvolvimento, consagrando a meta em acordos posteriores. Na COP16 de Cancun, em novembro de 2010, decidiu-se criar o GCF como fundo multilateral para prover financiamento de longo prazo a projetos de mitigação e adaptação, formalizado em 2010 e operacionalizado a partir de 2015.

## Contexto brasileiro

### Vulnerabilidades climáticas

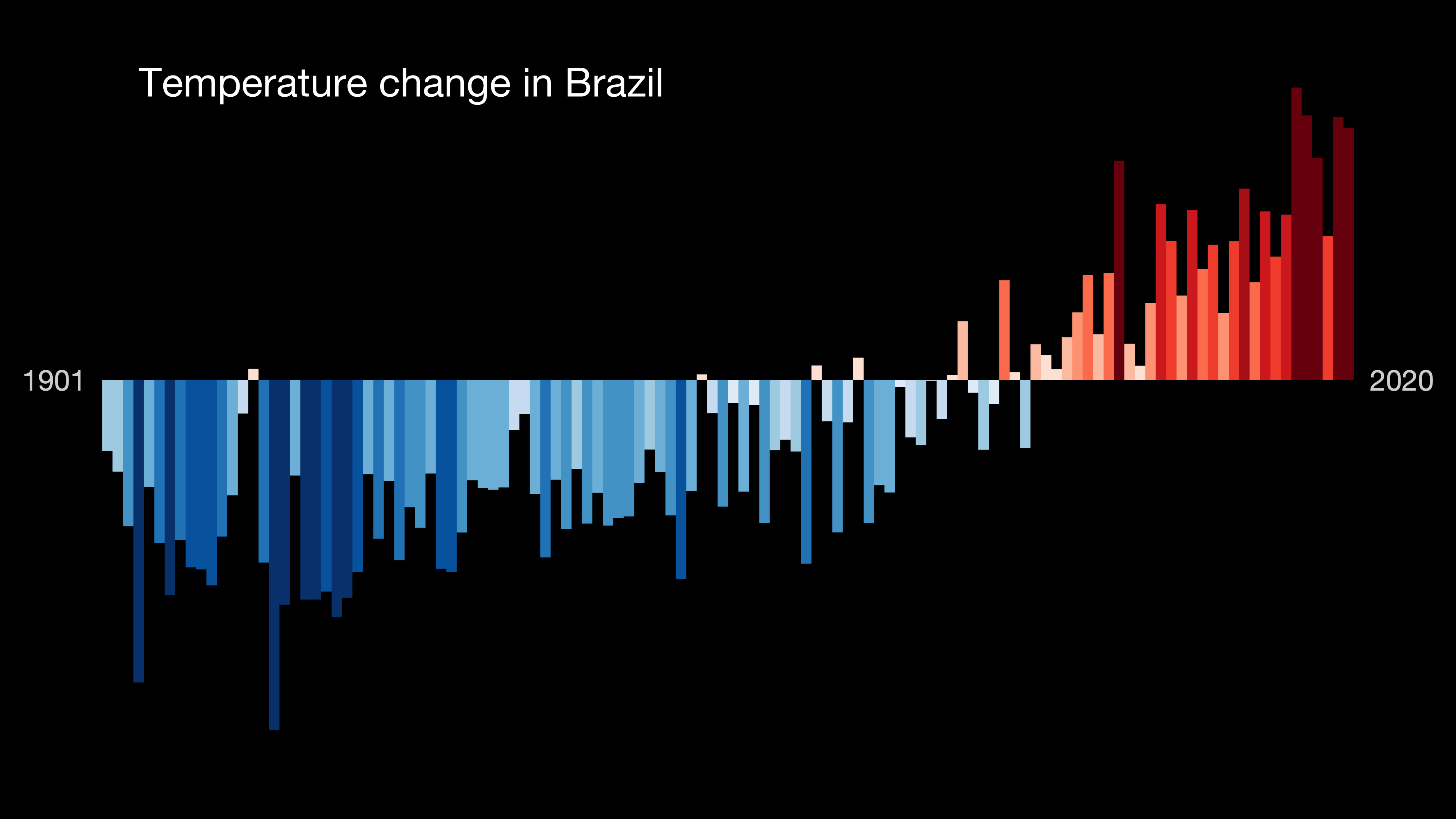
Métrica histórica das temperaturas no Brasil, 1901-2021 (em inglês)

O Brasil enfrenta desafios ambientais graves que justificam um financiamento climático específico. Chuvas torrenciais causaram prejuízos superiores a 55,5 bilhões de reais entre 2017 e 2022, danificaram mais de 549 mil domicílios e afetaram cerca de 28,9 milhões de pessoas. Por outro lado, secas prolongadas e ondas de calor reduzem a produtividade agrícola e hídrica; estima-se que, entre 2013 e 2022, o Brasil perdeu 19,5 bilhões de dólares em renda anual devido ao calor excessivo (6 bilhões de horas de trabalho perdidas por ano). Esses fenômenos – que incluem episódios como as enchentes de abril/maio de 2024 no Sul e secas na Amazônia – evidenciam a vulnerabilidade social e econômica do país às mudanças climáticas. Estudos do INPE e de agências internacionais mostram que, sem ação, o clima adverso pode agravar desigualdades e aumentar custos em setores como saúde e agricultura. Assim, o financiamento climático é necessário não apenas para cortar emissões, mas também para fortalecer a adaptação e reduzir impactos econômicos futuros.
O Brasil ocupa grande parte do continente da América do Sul e é considerado um país megadiverso, com espécies espalhadas por seis biomas terrestres e três ecossistemas marinhos. No entanto, o país enfrenta crescentes vulnerabilidades climáticas, com estudos indicando que até 90% das espécies brasileiras podem ser impactadas negativamente pelas mudanças climáticas, sendo cerca de um quarto delas sob risco potencial de extinção. Entre 2020 e 2023, eventos climáticos extremos afetaram 32 milhões de pessoas e causaram prejuízos de 45,9 bilhões de reais, evidenciando a urgência de investimentos em adaptação.
A matriz energética brasileira, com 83% de fontes renováveis, representa um diferencial positivo, mas o setor energético ainda responde por 18,22% das emissões nacionais de gases de efeito estufa. O país estabeleceu como meta nacional a redução de 59% a 67% das emissões até 2035, em comparação aos níveis de 2005, buscando contribuir para o limite de aquecimento global de 1,5°C estabelecido no Acordo de Paris. O Programa das Nações Unidas para o Meio Ambiente (Pnuma/ONU) monitora a perda da biodiversidade e apoia iniciativas que promovem a conservação ambiental e o uso sustentável de recursos naturais.

### Panorama energético
Produção elétrica no Brasil, 2019
O setor energético brasileiro é um dos menos intensivos em carbono do mundo, resultado direto da elevada participação de fontes renováveis na matriz e da histórica dependência da energia hidrelétrica. Estima-se que aproximadamente 45% da demanda primária de energia no Brasil é suprida por fontes renováveis. Desde 1990, o consumo de eletricidade mais do que dobrou, impulsionado pelo crescimento econômico e pela ampliação das demandas de transporte. Aproximadamente 80% da eletricidade gerada no país ainda provém de grandes usinas hidrelétricas.
Em decorrência de eventos prolongados de estiagem, houve um movimento estratégico de diversificação com investimentos em energia solar, eólica e bioenergia. Esses investimentos são incentivados por um ambiente regulatório favorável, ancorado em um sistema nacional de leilões de energia, que impulsiona o capital privado para geração e expansão da infraestrutura de transmissão. A política de leilões contribui para ampliar a capacidade instalada e mitigar riscos relacionados à segurança energética de longo prazo.

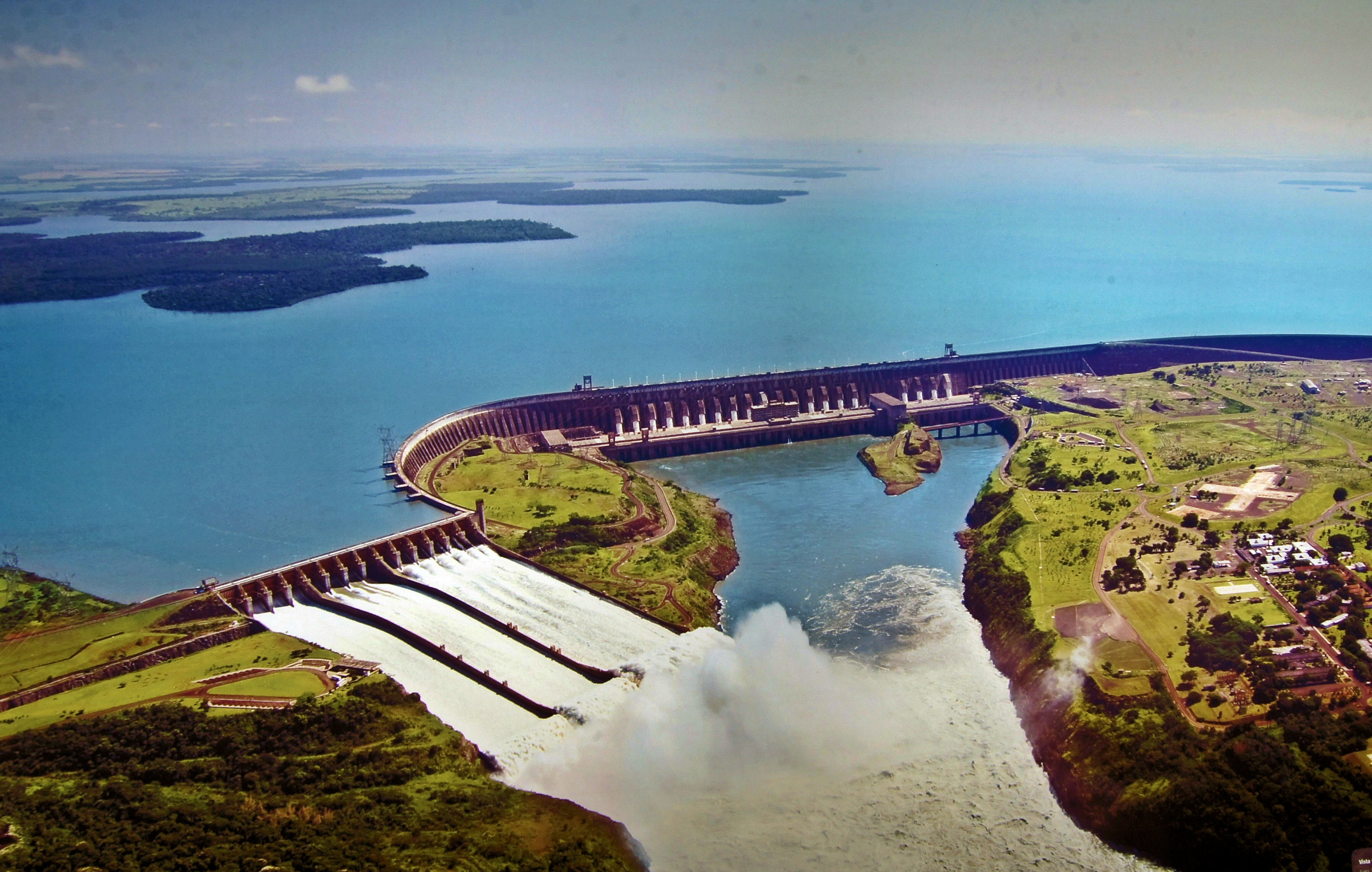
Imagem aérea de 2011 da Usina Hidrelétrica de Itaipu, principal usina hidrelétrica do Brasil.

O Brasil é o principal produtor de energia da América Latina e lidera a região em exportações energéticas, com um crescimento de 1.579% no volume exportado entre 2000 e 2023. A maior parte da oferta total de energia brasileira provém do petróleo (37%), seguido por biocombustíveis e resíduos (33%). A produção doméstica é composta majoritariamente por petróleo bruto (49,7%), biocombustíveis (29%), energia hidrelétrica (10%) e gás natural (8,4%). A capacidade de refino de petróleo aumentou em 32% nas últimas décadas, aprimorando a produção de derivados.
Apesar da grande produção elétrica, o setor enfrenta obstáculos estruturais. A geração total de eletricidade no Brasil atingiu 707.596 GWh em 2023. A capacidade instalada da rede elétrica supera 150 GW, mas enfrenta dificuldades para acomodar o crescimento renovável. 
Para modernizar a rede, foram destinados cerca de 1,2 bilhão de dólares em 2024, com projeção de atingir 4,2 bilhões de dólares até 2032. Os setores que mais consomem eletricidade são transporte (37%), indústria (34%) e uso residencial (12%). O preço médio da eletricidade aumentou de 159,21 dólares por MWh em 2022 para 165,83 dólares por MWh em 2023. Em média, os brasileiros gastam cerca de 4,5% da renda anual com contas de eletricidade. Entre os fatores que elevam o custo estão a escassez hídrica e o aumento das tarifas, que impactam a inflação.
Energia (TJ)Ano01.000.0002.000.0003.000.0004.000.0005.000.0006.000.00001/01/200001/01/201001/01/2020CarvãoPetróleoGás naturalNuclearHidroelétricaEólica, solar, etc.BiocombustíveisOferta total de energia no Brasil, por fonte

### Histórico de financiamentos climáticos

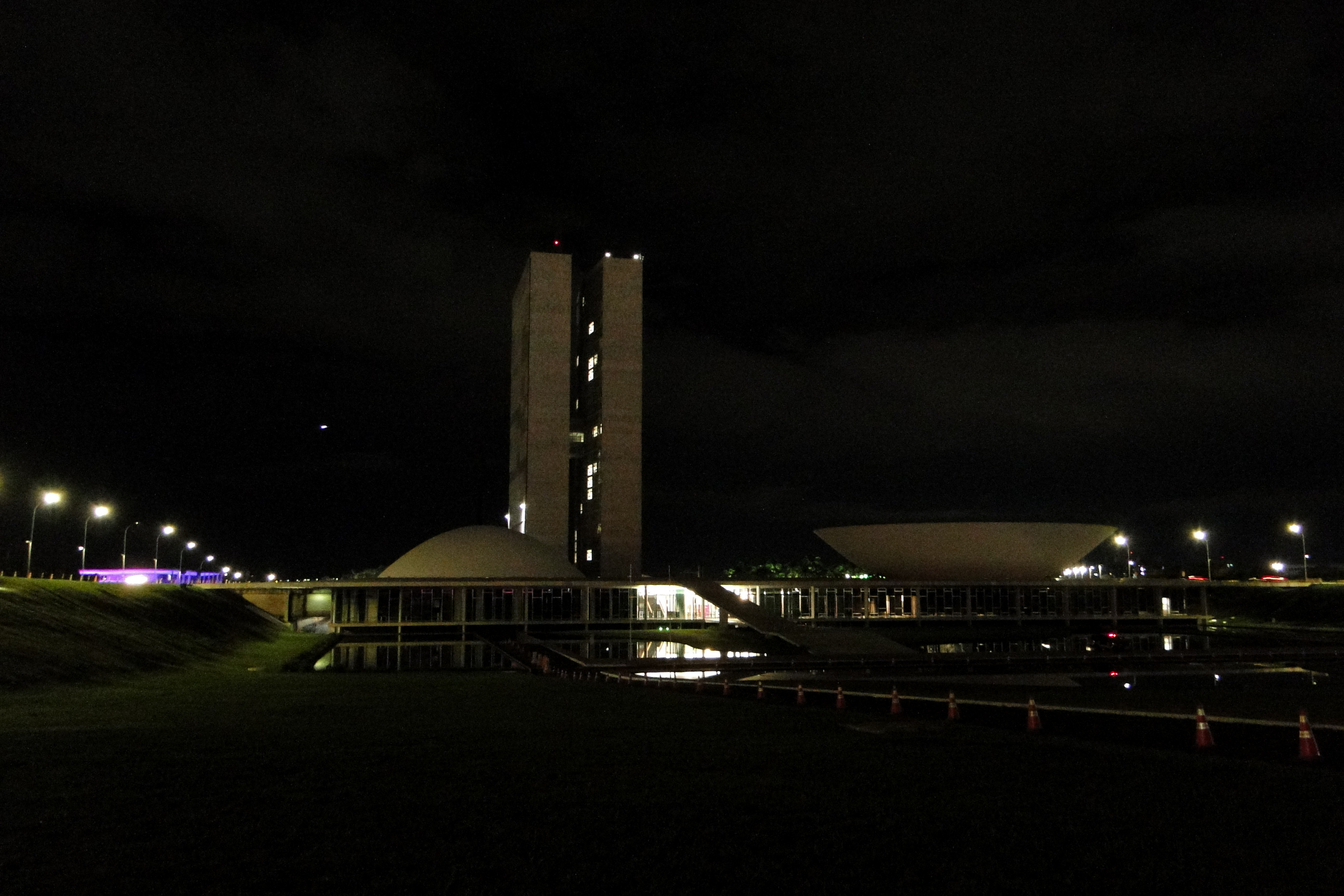
Congresso Nacional do Brasil durante a Hora do Planeta de 2025

O financiamento climático no Brasil se consolidou desde meados dos anos 2000 por meio de diversas iniciativas governamentais e parcerias internacionais. Em 2008 o país propôs na COP13 e criou o Fundo Amazônia, gerido pelo BNDES, voltado a ações de REDD+ para proteção florestal. No ano seguinte (Lei 12.114/2009) instituiu-se o Fundo Nacional sobre Mudança do Clima (Fundo Clima), com recursos para projetos de mitigação e adaptação. No setor agropecuário, o Programa Agricultura de Baixa Emissão de Carbono (Plano ABC), lançado em 2010 pelo Ministério da Agricultura, ofereceu linhas de crédito agrícolas subsidiadas (2 bilhões de reais a 5,5% a.a. em 2010/11) para tecnologias sustentáveis, embora no primeiro ano apenas 20% desses recursos tenham sido utilizados.
Na década de 2010 o Brasil ampliou o escopo do financiamento climático com instrumentos multilaterais e privados. Empresas nacionais passaram a emitir títulos verdes para financiar energias renováveis e eficiência; por exemplo, a BRF lançou em 2015 o primeiro título verde brasileiro. Instituições multilaterais financiaram programas-chave: em 2022 o Banco Interamericano de Desenvolvimento (BID) aprovou 250 milhões de dólares (sendo 75 milhões de dólares do Fundo Verde para o Clima) para o Programa BB Amazônia de bioeconomia sustentável, executado pelo Banco do Brasil. No mesmo ano, o Banco Mundial destinou um empréstimo de 500 milhões de dólares ao Banco do Brasil para linhas de crédito vinculadas à redução de emissões. Em nível federal, em 2024 foi lançada a Plataforma Brasil de Investimentos Climáticos (BIP) para coordenar projetos públicos e privados estratégicos em setores como bioeconomia, indústria verde e energia, com o apoio do BNDES e de parceiros internacionais (Bloomberg Philanthropies, GFANZ, GCF).

### Marcos legais e institucionais

Taxas de desmatamento no Brasil desde 1988, destacadas por períodos governamentais

O arcabouço jurídico nacional engloba leis e órgãos dedicados ao clima. A Lei nº 12.187/2009 instituiu a Política Nacional sobre Mudança Climática (PNMC) e a Lei nº 12.114/2009 criou o Fundo Nacional sobre Mudança do Clima (FNMC). Decretos subsequentes, como o 7.343/2010, e resoluções governamentais, como a resolução do CMN 4.267/2013, regulamentam esses instrumentos. No plano institucional, o principal colegiado de governança climática é o Comitê Interministerial sobre Mudança do Clima (CIM), presidido pela Casa Civil (com o MMA na secretaria-executiva), reativado em junho de 2023. O Ministério do Meio Ambiente e Mudança do Clima (MMA) coordena a política federal, com apoio do Ministério da Ciência e Tecnologia (MCTI) no monitoramento ambiental e de outros ministérios setoriais. O FNMC, vinculado ao MMA, destina recursos de natureza contábil para projetos de mitigação e adaptação, aplicando créditos reembolsáveis via BNDES e não-reembolsáveis via MMA. Outro fundo relevante é o Fundo Amazônia, administrado pelo BNDES, que capta doações internacionais para projetos de conservação e uso sustentável da Amazônia Legal.
Em 2024, foi instituída a Taxonomia Sustentável Brasileira (TSB) por meio do Decreto 11.961/2024, criando o Comitê Interinstitucional da Taxonomia Sustentável Brasileira (CITSB), presidido pelo Ministério da Fazenda. A TSB estabelece critérios específicos para classificação de atividades que contribuam para objetivos climáticos, ambientais e sociais. A regulamentação da TSB ficará a cargo de órgãos setoriais como o Banco Central (BCB), a Comissão de Valores Mobiliários (CVM) e a Superintendência de Seguros Privados (SUSEP). Desde 2022, o Banco Central implementou testes climáticos obrigatórios e exigências ESG para instituições financeiras.

## Financiamento

### Público

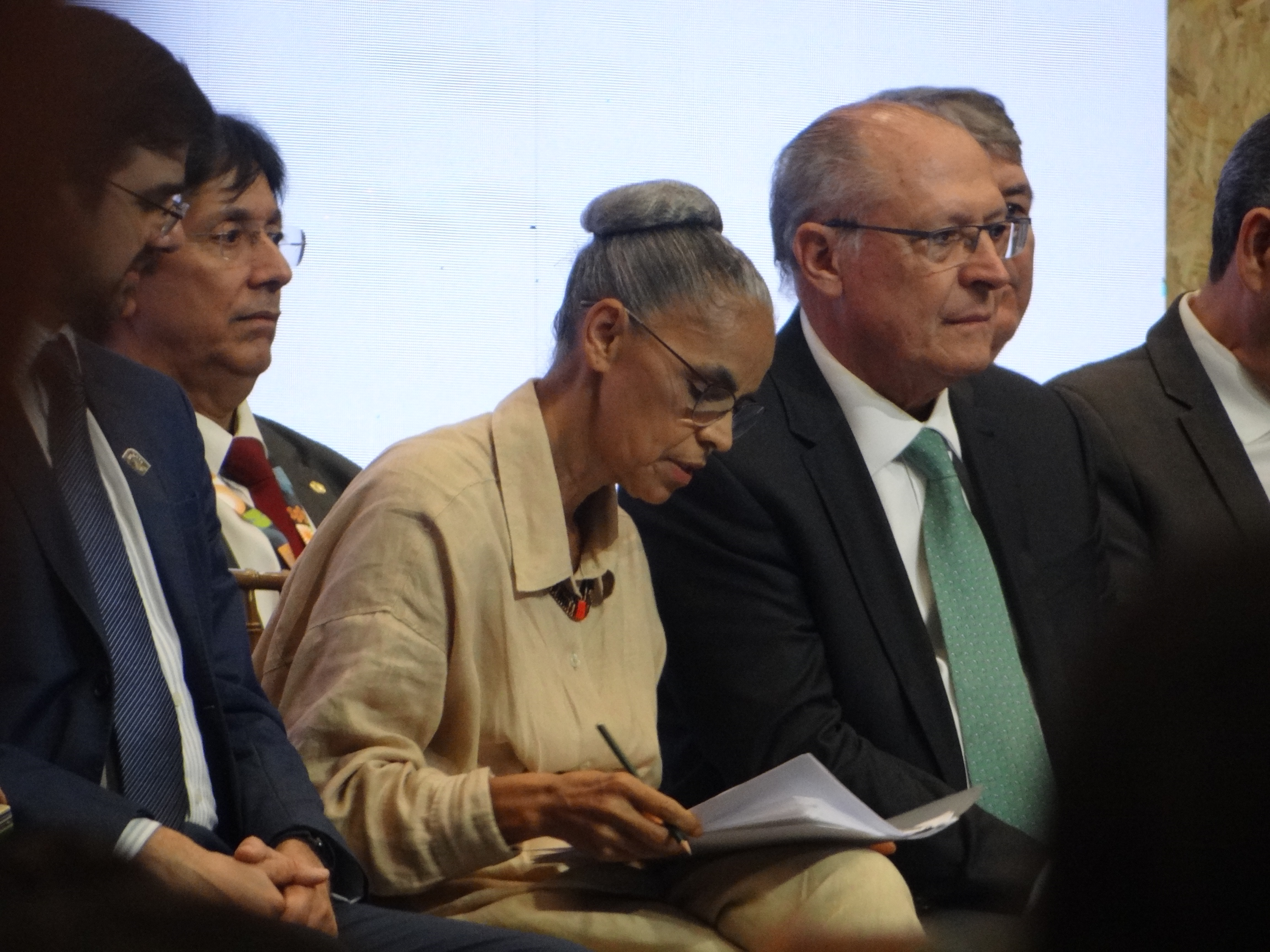
Marina Silva, ministra do Meio Ambiente e Mudança do Clima, e Geraldo Alckmin, vice-presidente, na 5ª Conferência Nacional do Meio Ambiente em maio de 2025. O financiamento climático foi um dos pontos centrais nas plenárias da conferência e, nas palavras da ministra, "transformamos a natureza em dinheiro. Agora é a hora de usar o dinheiro para preservar o que se tem e restaurar o que foi perdido com sabedoria, de forma sustentável".

A origem pública do financiamento climático vem de diversos mecanismos nacionais e subnacionais. O Fundo Nacional sobre Mudança do Clima (Fundo Clima), criado em 2009 e gerido pelo BNDES sob coordenação do Ministério do Meio Ambiente, representa o principal instrumento público de financiamento climático. No âmbito regional, destacam-se os fundos constitucionais do Norte, Nordeste e Centro-Oeste (FNO, FNE, FCO), que reservaram parcelas de seus orçamentos para linhas “verdes” ou “baixas emissões” – por exemplo, o FNO destinou cerca de 1,6 bilhão de reais para agricultura de baixo carbono e restauração florestal, e o FCO captou 500 milhões de reais via linha “FCO Verde” para projetos sustentáveis.
 

Após um período de esvaziamento durante o governo Bolsonaro, quando chegou a ter apenas 400 mil reais de orçamento anual, o fundo foi reativado em 2023 com 630 milhões de reais e expandido para 10,4 bilhões de reais em 2024. As taxas de juros variam conforme o tipo de projeto: 1% ao ano para restauro florestal, 6,15% para projetos gerais e 8% para energia solar e eólica.

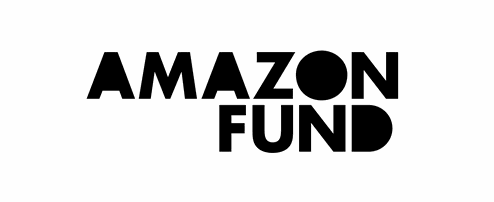
Logo do Fundo Amazônia

O Fundo Amazônia, criado em 2008 para receber doações internacionais destinadas ao combate ao desmatamento, captou em sua história 3,4 bilhões de reais em doações. Após quatro anos de paralisação, o fundo bateu recorde de captação em 2023 com 726 milhões de reais, diversificando sua base de doadores para incluir Reino Unido, Estados Unidos, Suíça, União Europeia e Dinamarca, além dos tradicionais Noruega e Alemanha.
O BNDES, principal financiador de energia renovável no país, desembolsou 133,8 bilhões de reais entre 2000 e 2020 para projetos renováveis. Entre 2015 e 2020, o banco apoiou 138 projetos com capacidade instalada de 10.260 MW, suficiente para abastecer 16,4 milhões de domicílios e beneficiar 54 milhões de pessoas.
O Programa de Incentivo às Fontes Alternativas de Energia Elétrica (PROINFA), criado em 2002, oferece contratos de longo prazo para energia eólica, solar, biomassa e pequenas centrais hidrelétricas. A partir da década de 1990, o governo federal passou a privatizar as empresas de distribuição de energia no país, com leilões de energia, realizados desde 2004, oferecendo contratos de longo prazo para projetos de energias renováveis.

### Privado
O setor privado tem papel crescente no financiamento climático brasileiro. Nos últimos anos, empresas e instituições financeiras lançaram diversos instrumentos verdes. Em 2024, por exemplo, o Brasil foi o maior emissor de títulos rotulados sustentáveis na América Latina (cerca de 11 bilhões de dólares em emissão total), incluindo títulos verdes corporativos e títulos soberanos temáticos (o segundo título verde soberano de 2 bilhões de dólares ocorreu em 2023).

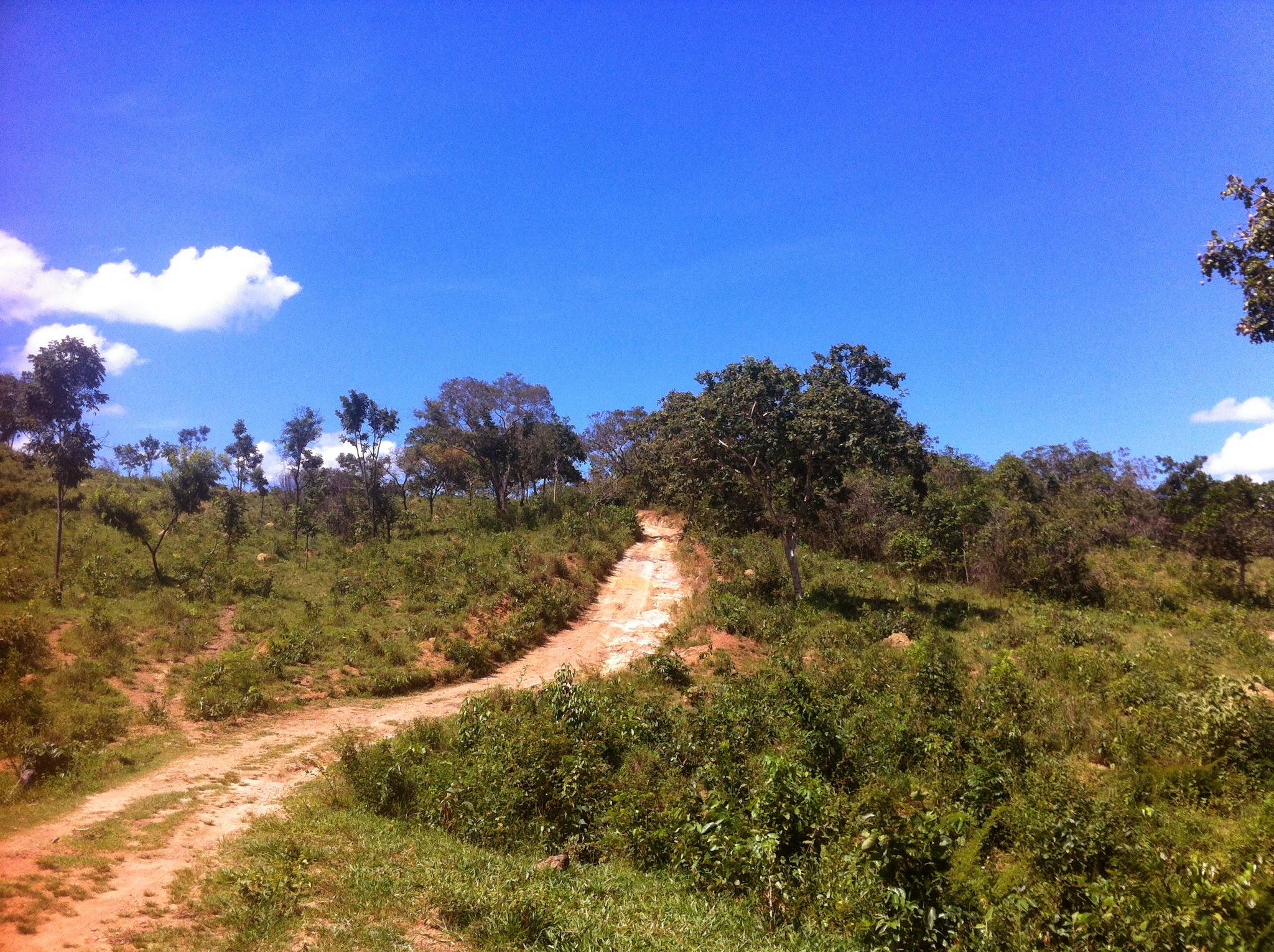
Vista do Cerrado em Goiás. O Programa Reverte atua no bioma recuperando áreas de solo degradado e transformando-as em áreas de cultivo.

Os principais bancos brasileiros - Itaú, Bradesco, Banco do Brasil e Santander - desenvolveram linhas de crédito verdes, títulos sustentáveis e fundos ESG. Em 2025, o Itaú emitiu 1,4 bilhão de reais em títulos sustentáveis, sendo 400 milhões de reais destinados especificamente para biodiversidade através do Programa Reverte, que já recuperou 239 mil hectares de terras degradadas.
A B3, uma das maiores bolsas da América Latina, criou designações especiais para títulos verdes e ações verdes. O Brasil lidera as emissões de títulos verdes na América Latina, movimentando 7,2 bilhões de dólares em 2022. A bolsa desenvolveu índices como Ibovespa e IFIX, incluindo empresas do setor de energia renovável.
Empresas estrangeiras como Enel, Iberdrola, Engie e Equinor investem significativamente em parques solares, eólicos e projetos de hidrogênio verde. A Iberdrola anunciou investimentos de € 47 bilhões entre 2023 e 2025, com o Brasil recebendo 16% dos recursos para redes (4,3 bilhões de euros) e 4% para renováveis (600 milhões de euros). Instrumentos como debêntures incentivadas para projetos sustentáveis, fundos de investimento ESG e títulos verdes corporativos mobilizam bilhões de reais em recursos privados. Além disso, bancos de desenvolvimento privados e agências multilaterais em parceria com o setor mobilizam garantias e arranjos financeiros, como é o caso do projeto do Banco Mundial e Banco do Brasil de 500 milhões de dólares que deve atrair 1,4 bilhão de dólares.

## Mecanismos de canalização e monitoramento
No Brasil, os recursos climáticos públicos são canalizados principalmente por bancos de fomento e agências multilaterais. O BNDES é o principal intermediário, operando tanto fundos não reembolsáveis (Fundo Amazônia) quanto linhas de crédito subsidiado (Fundo Clima, Plano ABC) para projetos de mitigação e adaptação. Estudos indicam que, entre 2015 e 2020, o BNDES aprovou em média 897 milhões de dólares por ano em crédito de carbono de baixo custo, concentrado sobretudo em bioenergia e biocombustíveis. Em 2019 o banco foi habilitado como agência de acesso direto ao Fundo Verde para o Clima (GCF), podendo acessar recursos internacionais (empréstimos e subvenções) para projetos nacionais. O Banco do Brasil também é canal importante: ele captou 175 milhões de dólares do próprio BID e 75 milhões de dólares do GCF para projetos de bioeconomia na Amazônia, e implementou o grande empréstimo de 500 milhões de dólares do Banco Mundial voltado ao crédito de baixo carbono. Em paralelo, bancos regionais (como BNB e Caixa) e instituições privadas oferecem linhas verdes e garantias específicas.
Complementam esses canais o apoio multilateral direto e o mercado privado. Agências como o BID, Banco Mundial, CAF, KfW e o próprio GCF oferecem linhas de cofinanciamento e doações para clima, enquanto fundações ambientais (por exemplo, Funbio) gerem recursos internacionais para conservação. No mercado de capitais, emissores corporativos brasileiros levantaram bilhões via títulos temáticos: estimativas da CPI mostram que, de 2015 a 2020, foram captados em média 4 bilhões de reais ao ano no setor de uso da terra por meio de títulos verdes e debêntures ambientais. Essa maior parte foi obtida no exterior – 69% dessas emissões são de empresas brasileiras vendendo “global notes” no exterior – segundo relatórios setoriais.
Os mecanismos de monitoramento e prestação de contas desses recursos combinam normas formais e inovações recentes. Fundos como o Amazônia contam com instâncias de governança específicas: o Comitê Orientador envolve representantes do governo, sociedade civil e especialistas, garantindo transparência nas decisões. O BNDES publica relatórios públicos de todas as operações e realiza auditorias externas periódicas. Analistas observam que a divulgação de projetos financiados pelo Fundo Amazônia tornou-se muito mais transparente com o tempo. No âmbito federal, o Brasil entrega relatórios bienais de transparência à UNFCCC que incluem dados de emissão e investimentos climáticos, mas ainda não existe um sistema nacional integrado exclusivo para rastrear todos os fluxos de financiamento climático. Estudos recentes apontam lacunas na governança: a estrutura atual do país é considerada excessivamente centralizada e fragmentada, o que dificulta a coordenação intersetorial e a visibilidade dos investimentos climáticos. Para reforçar o controle, surgem iniciativas como a parceria BNDES–PNUD para implementar o ClimateScanner (TCU/INTOSAI), ferramenta digital de auditoria que padroniza indicadores de políticas climáticas no Brasil e no mundo.

## Cooperação internacional
O Brasil recebe e participa de cooperação financeira internacional em vários níveis. No âmbito do acordo de Paris, o país mobiliza recursos de fundos como o Fundo Verde para o Clima (GCF) e o Fundo Global para o Meio Ambiente (GEF) por meio de projetos nacionais (ex.: o programa Floresta+ Amazônia recebeu 96 milhões de dólares do GCF para reduzir emissões florestais). Parcerias bilaterais também são significativas: a Alemanha e a Noruega historicamente doaram ao Fundo Amazônia (essencial para ações de REDD+) e, recentemente, a Alemanha (88 milhões de reais em 2024) e a União Europeia (20 milhões de euros em apoio florestal) reforçaram investimentos na conservação amazônica. A Noruega, maior doadora do fundo, chegou a suspender 133 milhões de reais após interrupções de governança em 2019 por conta das políticas ambientais do governo Jair Bolsonaro. Além disso, o Banco Mundial destinou crédito de carbono (500 milhões de dólares em 2022) para ampliar o financiamento sustentável no Brasil (via Banco do Brasil), mobilizando investimentos externos e privados.
O Brasil mantém parcerias estratégicas com o Banco Mundial, Banco Interamericano de Desenvolvimento (BID) e Fundo Verde para o Clima. Em 2024, o governo assinou memorando de entendimento com o Banco Mundial para uma possível alocação de 1 bilhão de dólares ao Fundo Clima, com foco em reflorestamento, cidades verdes e gestão de resíduos sólidos. O Eco Invest Brasil, programa lançado em 2024 com apoio do BID e Banco Mundial, visa destinar 27 bilhões de reais a investimentos privados em projetos de transição sustentável, oferecendo proteção cambial para reduzir riscos associados à volatilidade do câmbio.
A Plataforma Brasil de Investimentos Climáticos e para a Transformação Ecológica (BIP), lançada em 2024, representa uma iniciativa inovadora para mobilizar capital nacional e internacional. A plataforma, que tem o BNDES como anfitrião da secretaria, busca conectar os planos de transformação ecológica do governo a investidores, apoiando três setores principais: soluções baseadas na natureza, energias renováveis e eficiência energética.

## Impactos e resultados
Os esforços de financiamento climático já geram resultados concretos, embora nem sempre numa escala ainda expressiva para cumprir metas globais. Na Amazônia, por exemplo, houve um recuo de cerca de 50% no desmatamento entre 2022 e 2023, atribuído em parte ao reforço de monitoramento e aos projetos financiados pelo Fundo Amazônia. O próprio Fundo Amazônia dispunha em 2024 de cerca de 3,9 bilhões de reais em doações internacionais para apoiar 114 projetos de restauração e prevenção de desmatamento.
No setor de energia, os investimentos em parques renováveis ajudaram a aumentar a participação de fontes limpas na matriz elétrica nacional, tornando o Brasil um dos países com matrizes menos poluentes, mesmo sendo um dos maiores consumidores globais de energia. O projeto conjunto do Banco Mundial e Banco do Brasil de 2022 espera gerar até 90 milhões de toneladas de cortes de CO₂ até 2030, o que equivale a cerca de 4,5% da meta brasileira de neutralidade. Socialmente, projetos de manejo florestal e infraestrutura climática beneficiam comunidades rurais e indígenas ao gerar empregos verdes e proteger serviços ambientais (água, solo, diversidade, etc.). Porém, os impactos econômicos negativos de eventos extremos permanecem expressivos: as inundações recentes afetaram 32 milhões de pessoas e destruíram 174 mil residências.

### Principais setores beneficiados

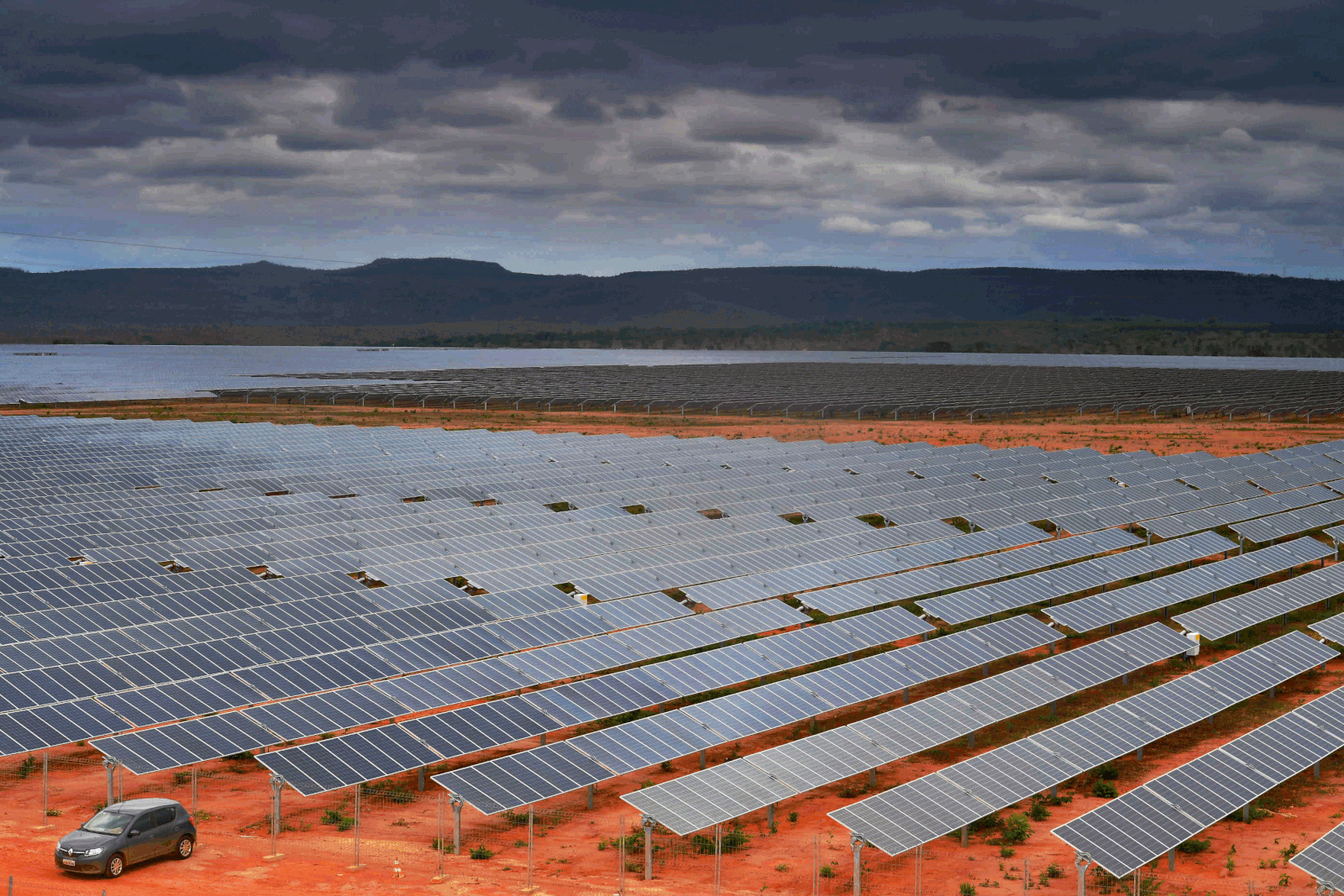
Complexo Solar Pirapora, em Minas Gerais, maior do Brasil e da América Latina com capacidade de 321 MW.

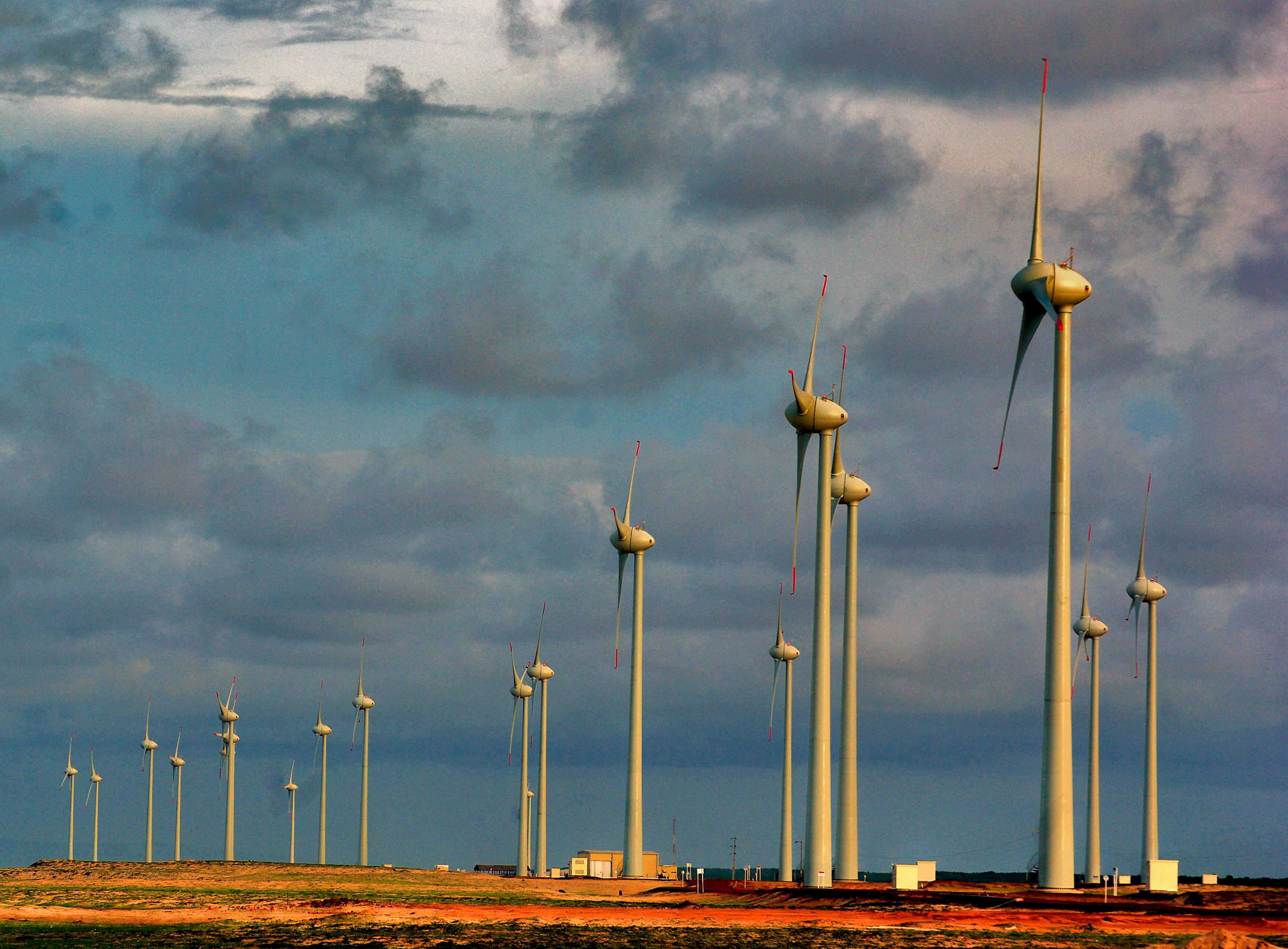
Turbinas eólicas em Parnaíba, Piauí.

Diversos setores concentram os projetos e investimentos com financiamento climático. Na energia renovável e transição energética, destacam-se usinas solares, eólicas e arranjos híbridos, financiados tanto pelo setor privado quanto por linhas do Fundo Clima que apoiam eficiência energética e pesquisa em hidrogênio verde. Na adaptação e resiliência, programas urbanos investem em drenagem, saneamento e reflorestamento urbano, enquanto recursos do BNDES já foram destinados a projetos de infraestrutura resiliente e áreas costeiras críticas.
Em conservação florestal e biodiversidade (incluindo REDD+), o Fundo Amazônia e mecanismos similares financiam projetos de gestão de unidades de conservação, combate a incêndios e recuperação de matas ciliares. O setor agropecuário e de segurança alimentar também é foco: há linhas de crédito para práticas de baixo carbono e projetos de irrigação eficiente, visando aumentar a produtividade sem expandir desmatamento (estima-se que dois terços dos investimentos climáticos necessários devem ir para agropecuária e energia).
Em mobilidade sustentável e infraestrutura verde são apoiados transporte público não poluente, sistemas de iluminação eficiente e rodovias verdes, como previsto em linhas de financiamento direcionadas à mobilidade urbana de baixa emissão. Cada um desses setores recebe parcelas distintas de recursos públicos e privados, mas todos compartilham o objetivo de reduzir emissões e aumentar a resiliência socioambiental.

## Desafios e perspectivas

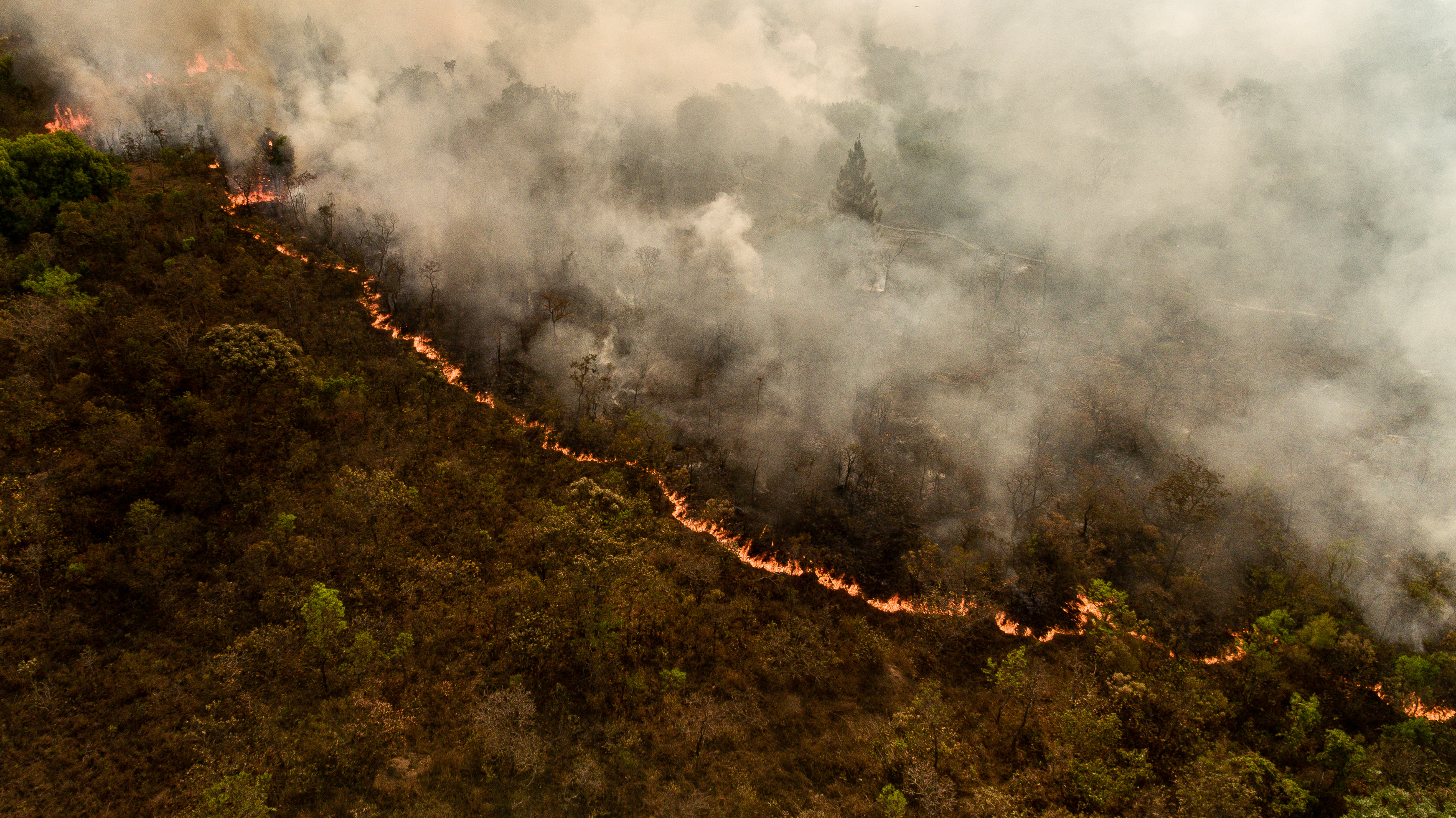
Incêndio florestal na Floresta Nacional de Brasília, em setembro de 2024.

Várias críticas incidem sobre a governança e a eficácia dos financiamentos climáticos no Brasil. Reportagens apontaram que, entre 2019-2022, o Fundo Clima praticamente não financiou novos projetos relevantes – reservando apenas 500 mil reais em 2021/22 (capaz de bancar 1-2 iniciativas pequenas) – e canalizando indevidamente 84% dos poucos recursos disponíveis para um único projeto (o “Lixão Zero”) sem licitação pública. Internacionalmente, houve controvérsias sobre o Fundo Amazônia: em 2019 a Noruega suspendeu repasses de cerca de 133 milhões de reais após o governo brasileiro extinguir unilateralmente os comitês técnicos do fundo, alegando quebra de acordo de governança.
Para o futuro próximo, o Brasil tem proposto uma agenda ambiciosa de mobilização de recursos. Como presidência da COP30, o país apresentou em 2025 um “Roadmap Baku-Belém” visando arrecadar 1,3 trilhão de dólares até 2030 para financiar a transição climática. Esse plano enfatiza a necessidade de aumentar financiamentos públicos e reformar bancos multilaterais (Banco Mundial, FMI) para elevar a capacidade de empréstimo, bem como de ampliar linhas concessionais voltadas à adaptação e à compensação por perdas e danos climáticos. Também se discute a criação de hubs e plataformas nacionais que conectem projetos brasileiros a investidores internacionais, e a adoção de regulações financeiras (precificação de carbono, supervisão climática do Banco Central) para atrair capital privado. Especialistas destacam cinco eixos prioritários: eliminar de imediato o desmatamento ilegal, formular estratégias setoriais de descarbonização, criar instrumentos financeiros de transição, fortalecer apoio político às agendas sustentáveis e capacitar mão de obra para a economia verde.
Na COP28, o Brasil apresentou uma nova proposta de fundo, o Fundo Florestas Tropicais para Sempre (TFFF ou Tropical Forests Forever Facility, em inglês). O projeto, que prevê um financiamento de 125 bilhões de dólares, deve ser lançado na COP30 em novembro de 2025. De modo geral, o TFFF funcionaria baseado em financiamento misto, onde a menor parte do valor é emprestada por países desenvolvidos que o receberão de volta com juros e o restante, cerca de 80%, viria de investidores privados. Os investidores privados também poderiam lucrar ao receberem uma taxa de retorno fixa, semelhante a títulos do Tesouro. Já o excedente do lucro seria direcionado para os países conforme suas áreas protegidas de florestas tropicais, com penalidades de US$ 400 dólares por cada hectare desmatado no período de um ano.
Com investimentos em soluções que reduzem o impacto ambiental no setor de transportes, o Brasil pode tonar-se um dos maiores produtores de biocombustíveis até 2030. O destaque brasileiro nesse meio é devido, principalmente, ao bioetanol, combustível produzido no país a partir da cana-de-açúcar ou do milho, em menor quantidade.